# Молдаванка
Молдаванка се нарича историческа част на гр. Одеса, Украйна на територията на Малиновски район и Приморски район.
В края на 1700-те години Молдаванка представлява отделно селище, състоящо се от десетки домове, но през 1820 г. влиза в състава на града. Това е било работно предградие на Одеса, където се разполагали промишлените предприятия и където живеели техните работници.
Днес Молдаванка постарому е предимно промишлен район. През последните години обаче на мястото на редица промишлени предприятия израстват жилищни сгради и офис центрове.
Световна известност Молдаванка е получила благодарение на „Одески разкази“ от Исак Бабел.